# Doassansiopsis ticonis
Doassansiopsis ticonis är en svampart som beskrevs av M. Piepenbr. 1995. Doassansiopsis ticonis ingår i släktet Doassansiopsis och familjen Doassansiopsidaceae.   Inga underarter finns listade i Catalogue of Life.